# Lijst van rijksmonumenten in Sassenheim
De plaats Sassenheim telt 22 inschrijvingen in het rijksmonumentenregister. Hieronder een overzicht.
| Object                                             | Oorspronkelijke functie?        | Bouwjaar                                        | Architect       | Locatie                     | Coördinaten?                  | Nr.?   | Afbeelding                     |
| -------------------------------------------------- | ------------------------------- | ----------------------------------------------- | --------------- | --------------------------- | ----------------------------- | ------ | ------------------------------ |
| Hofstede Wiltrijk                                  | Boerderij                       | 17e eeuw                                        |                 | Wiltrijklaan                | 52° 13' 8" NB, 4° 30' 26" OL  | 33031  | Meer afbeeldingen              |
| Dorpskerk / Pancratius                             | Kerk en kerkonderdeel           | Toren 13e eeuw 1574 verwoest 1595 herbouw schip |                 | Hoofdstraat 217             | 52° 13' 38" NB, 4° 31' 21" OL | 33032  | Meer afbeeldingen              |
| Boerderij                                          | Boerderij                       | 18/19e eeuw                                     |                 | Baron van Heemstralaan 7    | 52° 13' 42" NB, 4° 32' 0" OL  | 33035  | Boerderij                      |
| Boerderij 't Kraaienest                            | Boerderij                       | begin 19e eeuw                                  |                 | Baron van Heemstralaan 9-11 | 52° 13' 42" NB, 4° 32' 1" OL  | 33036  | Boerderij 't Kraaienest        |
| Oranjerie van Huis Ter Leede                       | Woonhuis                        | begin 19e eeuw                                  |                 | Baron van Heemstralaan 13   | 52° 13' 41" NB, 4° 32' 1" OL  | 33037  | Oranjerie van Huis Ter Leede   |
| Boerderij "Bonte Koe", lang huis met rieten dak    | Boerderij                       | 17e/18e eeuw                                    |                 | Rijksstraatweg 60           | 52° 12' 47" NB, 4° 30' 8" OL  | 33038  | Meer afbeeldingen              |
| Boerderij "Schoonewegen", met achtergelegen schuur | Boerderij                       | 17e/18e eeuw                                    |                 | Rijksstraatweg 71           | 52° 12' 53" NB, 4° 30' 3" OL  | 33039  | Meer afbeeldingen              |
| Het Oude Koningshuys                               | Kasteel, buitenplaats           |                                                 |                 | Wilhelminalaan 13           | 52° 13' 33" NB, 4° 31' 4" OL  | 33040  | Meer afbeeldingen              |
| Molen van Speelman (stellingmolen)                 | Industrie- en poldermolen       | 1846                                            |                 | H. Knoopstraat 1            | 52° 13' 20" NB, 4° 30' 44" OL | 506223 | Meer afbeeldingen              |
| Woonhuis "Anna Margaretha"                         | Woonhuis                        | 1912                                            |                 | Hoofdstraat 153             | 52° 13' 25" NB, 4° 31' 3" OL  | 509026 | Woonhuis "Anna Margaretha"     |
| Woonhuis "Sunbeam"                                 | Woonhuis                        | 1909-1910                                       |                 | Hoofdstraat 155             | 52° 13' 26" NB, 4° 31' 4" OL  | 509027 | Woonhuis "Sunbeam"             |
| Herenhuis in Eclectische stijl                     | Woonhuis                        | 1873                                            | J.G. van Parijs | Hoofdstraat 230             | 52° 13' 35" NB, 4° 31' 21" OL | 509028 | Herenhuis in Eclectische stijl |
| Bollenschuur met aangebouwd kantoor                | Boerderij                       | ca. 1925                                        |                 | Teijlingerlaan 70           | 52° 13' 51" NB, 4° 31' 15" OL | 509029 | Meer afbeeldingen              |
| Woonhuis "Casa Reale"                              | Woonhuis                        | 1894                                            | Eduard Cuypers  | Hoofdstraat 159             | 52° 13' 28" NB, 4° 31' 6" OL  | 509030 | Woonhuis "Casa Reale"          |
| Bollenschuur (gedeelte in Sassenheim)              | Boerderij                       | 1914                                            |                 | Teijlingerlaan 69           | 52° 13' 51" NB, 4° 31' 10" OL | 510542 | Meer afbeeldingen              |
| Huis Ter Leede: hoofdgebouw                        | Kasteel, buitenplaats           | vermeld in 1322                                 |                 | Ter Leedelaan 43            | 52° 13' 43" NB, 4° 32' 0" OL  | 528393 | Meer afbeeldingen              |
| Ter Leede: historische tuin en parkaanleg          | Tuin, park en plantsoen + beeld | 18e eeuw                                        |                 | Ter Leedelaan bij 43        | 52° 13' 47" NB, 4° 32' 9" OL  | 528394 | Meer afbeeldingen              |
| Boerderij ‘t Kraaiennest                           | Boerderij                       | 16e eeuw begin 19e eeuw (huidige vorm)          |                 | Baron van Heemstralaan 9-11 | 52° 13' 43" NB, 4° 32' 0" OL  | 528395 | Boerderij ‘t Kraaiennest       |
| Ter Leede: stalgebouw                              | Bijgebouwen kastelen enz.       | 18e/19e eeuw (oorspronkelijk)                   |                 | Ter Leedelaan bij 43        | 52° 13' 43" NB, 4° 32' 0" OL  | 528396 | Meer afbeeldingen              |
| Ter Leede: oranjerie                               | Tuin, park en plantsoen         | eind 18e of begin 19e eeuw                      |                 | Ter Leedelaan bij 43        | 52° 13' 43" NB, 4° 32' 0" OL  | 528397 | Meer afbeeldingen              |
| Ter Leede: moestuinmuur                            | Tuin, park en plantsoen         | 19e eeuw                                        |                 | Ter Leedelaan bij 43        | 52° 13' 43" NB, 4° 32' 0" OL  | 528398 | Meer afbeeldingen              |
| Ter Leede: toegangshek                             | Tuin, park en plantsoen         | 19e eeuw                                        |                 | Ter Leedelaan bij 43        | 52° 13' 43" NB, 4° 32' 0" OL  | 529198 | Meer afbeeldingen              |